# جوليان ديسغاردين
جوليان ديسغاردين (بالفرنسية: Julien Desjardins)‏ هو عالم حيوانات فرنسي، ولد في 27 يوليو 1799 في مقاطعة فلاسك في موريشيوس، وتوفي في 18 أبريل 1840 في باريس في فرنسا.